# May J.
May J.(메이 제이, 본명: 일본어: 橋本 芽生 하시모토 메이[*], 1988년 6월 20일 - )은 도쿄도 출생이며, 가나가와현 요코하마시에서 자란 가수이다. 2006년 큔 레코드에서 데뷔하였다. 2009년 이후의 소속 레이블은 rhythm zone이다. 가나카와 현 거주이다. 예명은 본명의 ‘메이’(芽生)에 미들 네임인, 페르시아어로 아름답다, 재능이 넘치다, 라는 의미를 가진 ‘자밀리에’(Jamileh)의 ‘J’를 합친 것이다.

## 인물 · 에피소드 · 교우관계
부친은 간사이 출신의 일본인, 모친은 이란계이며, 모친 쪽의 조모는 러시아계이며, 그 외에 스페인인, 영국인, 튀르키예인의 혈연을 가진 다는, 4개국어 이상을 말하는 다언어화자의 가정에서 자랐으며, 일본어 외에 영어, 스페인어, 페르시아어를 말한다. 부친은 세일즈 마케팅 매니저도 하고 있으며, 예전에 프로야구선수인 R.J.레이놀즈]]가 일본구계(다이요, 긴테쓰에 이적)에서 플레이할 때의 대리인도 맡고 있었다.
어학, 음악, 컴퓨터 학교를 경영하는 부모의 영향으로 3살에 발레, 성악, 피아노, 작사작곡 뿐만이 아니라 서양 음악으로부터 아시아, 중동민족음악에 이르기까지 폭 넓은 음악 교육을 받았다.
아오야마 텔마는 아메리칸 스쿨 인 재팬 하이스쿨 시절의 1년 선배로, 같은 재즈 보컬 클래스에 재적하고 있었다. 우타다 하키루는 5년 선배에 해당되지만, 그녀가 졸업한 것과 엇갈리게 입학했기 때문에 만나지는 않았다. 라플레르 미야자와 에마는 모리무라학원 초등부 시절의 동급생. 또 가수인 히토토 요는 May J.가 유아부에 있었을 때에 고등부로 이적하고 있었다.
TV 아사히의 《칸쟈니의 시와케∞》에도 출연하여서, 며가라오케 득점대결에서 연승을 거듭하여, 방송에서는 가희로 불리고 있다.
2012년 6월 16일 방송부터 26연승을 했지만, 2014년 5월 3일 방송에서 사라 아린에게 처음으로 패배를 당하였다.

## 내력
- 8세 - 필리아홀에서 오페라송을 초연
- 2002년, 에이벡스 아티스트 아카데미에서 보컬 코스를 수석으로 졸업 (13세)
- 2003년, 야마하 싱어 컴페티션コ 2003 전국대회 본선에서 솔로 부문 특별상(나카시마 미카의 Stars을 가창)
- MTV · BMG의 공동회사 에이브릴 라빈 콘테스트 우승 (캐나다에성이 에이브릴의 콘서트에 초대될 예정이였지만, 이라크 전쟁의 발발의 영향에 의해서 하이잭이 빈번히 일어났기 때문에 취소가 된다.)
- 《MTV 뮤직 어워드 2003》 오디언스상 수상
- 《2003 엘리트 모델 전국 대회 출장》(파이널리스트 12인에 선택된다)
- 에런 카터의 콘서트에서 스테이지에서 에런 카터와 댄스 퍼포먼스를 피로
- 《NBA JAPAN GAMES2003》 하프 타임쇼 ‘댄스 컨테스트’로 우승 (사이터마 슈퍼 아레나)
- feat. MAY로 SPHERE of INFLUENCE의 음반 《COLOR》(2004년)에 참가
- 2004년 3월 모리무라학원 중등부 (모리무라학원)을 졸업 (유치부 ~ 중등부까지 재적)
- 2007년 6월 ASIJ(아메리칸 스쿨 인 재팬) 고교를 졸업

## 음반 목록

### 싱글
| # | 발매일           | 제목                            | 최고순위   |
| - | ---------------- | ------------------------------- | ---------- |
| 1 | 2006년 12월 20일 | HERE WE GO feat. VERBAL (m-flo) | 70위       |
| 2 | 2007년 5월 30일  | Dear...                         | 97위       |
| 3 | 2007년 11월 21일 | DO tha' DO tha'                 | 200위권 밖 |
| 4 | 2010년 6월 9일   | Shiny Sky                       | 54위       |
| 5 | 2012년 10월 10일 | Rewind                          | 30위       |
| 6 | 2014년 9월 3일   | 진정한 사랑(本当の恋)           | 6위        |
| 7 | 2015년 2월 25일  | ReBirth                         | 11위       |
| 8 | 2015년 8월 5일   | Sparkle                         | 22위       |

### 미니음반
| # | 발매일           | 제몰         | 최고순위 |
| - | ---------------- | ------------ | -------- |
| 1 | 2006년 7월 12일  | ALL MY GIRLS | 85위     |
| 2 | 2010년 11월 24일 | Believin'... | 49위     |
| 3 | 2013년 10월 23일 | Love Ballad  | 6위      |

### 정규 음반
| # | 발매일          | 제목         | 최고순위 |
| - | --------------- | ------------ | -------- |
| 1 | 2007년 12월 5일 | Baby Girl    | 50위     |
| 2 | 2009년 5월 27일 | FAMILY       | 4위      |
| 3 | 2010년 2월 17일 | for you      | 9위      |
| 4 | 2011년 1월 26일 | Colors       | 23위     |
| 5 | 2012년 1월 25일 | SECRET DIARY | 35위     |
| 6 | 2012년 12월 5일 | Brave        | 57위     |
| 7 | 2014년 10월 8일 | Imperfection | 3위      |

### 그 외의 음반
| # | 발매일          | 제목                                     | 최고순위 |
| - | --------------- | ---------------------------------------- | -------- |
| 1 | 2011년 4월 27일 | WITH: BEST collaboration NON-STOP DJ mix | 95위     |
| 2 | 2013년 2월 6일  | May J. BEST -7 Years Collection-         | 13위     |
| 3 | 2013년 6월 19일 | Summer Ballad Covers                     | 4위      |
| 4 | 2014년 3월 26일 | Heartful Song Covers                     | 2위      |
| 5 | 2015년 1월 1일  | May J. W BEST: Original & Covers         | 4위      |
| 6 | 2015년 11월 4일 | May J. sings Disney                      |          |

### 한정 싱글
- Garden feat. DJ KAORI, Diggy-MO', 크렌치&브리스타(2009년 4월 8일) - 다운로드 한정 발매
- Sing for you(2009년 12월 9일 ) - 렌털 한정 발매
- Be mine (네가 좋아)(Be mine 〜君が好きだよ〜)(2010년 2월 10일) - 렌털 한정 발매
- Let It Go (있는 그대로) (엔딩송)(Let It Go〜ありのままで〜（エンドソング）) (2014년 1월 5일) - 애니메이션 영화 《겨울왕국》 일본어판 주제가, 다운로드 한정 발매 및 일본반 영화 사운드트랙 수록

### 참가 악곡
- LUVYA -ANOTHER EPISODE- feat. MAY / SPHERE of INFLUENCE（2004年12月30日）『COLOR』Tr.14
- I Say Yeah! / PUSHIM, RHYMESTER, HOME MADE 카조쿠, 마보로시, May J. (2006년 10월 4일)
- Shinin' Like A Diamond feat. Sphere of Influence & May J. / ZEEBRA (2007년 10월 17일) 《World Of Music》 Tr.8
- Take You There feat. May J. / TARO SOUL (2008년 5월 28일) 《BIG SOUL》 Tr.2
- Endless Love / 스즈키 마사유키 (2008년 6월 25일) 《Martini Duet》 Tr.5
- Try So Herd feat. AK-69, May J. / DJ PMX (DS455) (2008년 6월 25일) 《THE ORIGINAL》 Tr.4
- 사랑이 부르고 있어(恋がよんでる) / 키마구렌 (2008年7月16日）『ZUSHI』Tr.1
- Unchain my heart feat. May J. / WISE (2008년 11월 12일) 《프리즈너 오리지널 사운드트랙》 Tr.20
- Stronger ft. May J. / "E"qual (2008년 11월 26일) 《TV Crushman & Radio Jacker》 Tr.1
- Girls Spacy Healin' / YA-KYIM & May J. (2008년 12월 10일) 《shibuya NUTS presents「this is…」》 Tr.3
- SHOPPING / May J. & DJ KAORI (2009년 3월 25일) 《Special Calling (Exclusive Collection)》 Tr.1
- 마지막 잎새(最後の一葉) (2009년 3월 25일)《Special Calling (Exclusive Collection)》 Tr.5
- Wonder feat. May J. / 크렌치&브리스타 (2009년 4월 1일)
- KANSHA feat. WISE, May J. / The New Classics (2009년 6월 17일)
- My Fair Lady ft. May J. / "E"qual (2009년 6월 24일) 《DOPE BOY》 Tr.8
- miss you / May J. & JONTE (2009년 9월 16일) m-flo 《TRIBUTE (maison de m-flo)》 Tr.1
- You're da ONE feat. May J. / MIHIRO(마이로) (2009년 11월 25일) 《My Way》 Tr.2
- Part of Your World (2009년 12월 9일) 《Mellow Disney: R&B Revisited》 Tr.2
- 사랑을 하고 있었어 (Say Goodbye)(恋をしてた 〜Say Goodbye〜) / May J. × MAY'S (2010년 1월 13일)

《Amazing》 Tr.2
- 그대에게 말할 수 없었던 마음(君に言えなかった想い) duet with May J. / KG (2010년 2월 24일) 《Love for you》 Tr.3
- Startin' Lovin' (with May J.) / TRICERATOPS (2010년 9월 8일) 《WE ARE ONE》 Tr.8
- Shiny! Shiny! / AILI thanx to May J. (2010년 12월 8일) 《Future》 Tr.2
- One story / AILI thanx to May J. & KEN THE 390 (2010년 12월 8일) 《Future》 Tr.5
- HeartBeat / TARO SOUL & KEN THE 390 feat. May J. (2010년 12월 15일) 《So Much Soul》 Tr.2
- Maybe Crazy feat. May J. / D.I (2011년 5월 25일) 《room106》 Tr.9
- All Around The World feat. May J. / 스티브 호앙 (2011년 7월 13일) 《Summer Love》 Tr.2
- Once More Again (한번 더, 안아줘)(Once More Again 〜もう一度、抱きしめて〜) feat. May J. / LGYankees (2012년 2월 15일) 《GO! GO! LGYankees!!!》 Tr.4
- REBIRTH-DAY SONG / 데몬 각하 (마력14년(2012년) 2월 15일) 《MYTHOLOGY》 Tr.4
- last resort / T.M.Revolution (2013년 2월 27일) 《UNDER:COVER 2》 Tr.5
- PARTY OUT feat. May J. / TOMORO (2013년 11월 13일)

## 타이업 목록
| 곡명                                              | 타이업                                                               |
| ------------------------------------------------- | -------------------------------------------------------------------- |
| 계속 계속(ずっと ずっと)                          | LIXIL주택연구소 아이풀홈 CM “미라이리치”편                           |
| Sparkle(반짝임을 믿으며)(Sparkle〜輝きを信じて〜) | 닌텐도 3DS용 소프트웨어 《디지니 매직캐슬 마이 해피 라이프2》 주제가 |

## 출연

### 텔레비전 방송
- J-MELO (NHK 종합, 2010년 4월 ~ 2012년 3월 / NHK BS 프리미엄, 2012년 4월 ~) - 정규 사회자
- 칸쟈니의 시와케∞ (TV 아사히) - “가라오케의 득점으로 이길수 있을지 구분” 부정기 출연
- 홈커밍
일본을 매우 좋아하는 외국인, 세계의 마을로 귀성 (마이니치 방송, 2014년 6월 22일) ~- 귀성 외국인으로 출연
- 정열대륙 (마이니치 방송, 2014년 8월 10일)

### 라디오
- DANCING GROOVE ~HOT JAM~ M.J. Radio(FM요코하마, 목요일 25시 ~ 26시 방송) 2009년 4월 방송 개시
- HOT FLAVA (ZIP-FM, ‘HOT WAX’ 내, 금요일 24시 ~ 29시 방송)
- PHAT RADIO (FM 노스웨이브, 월요일 23시 ~ 방송)(방송 종료)
- 하트 오브 선데이 (FM 도쿄, 일요일 11시 ~ 12시 방송) 2014년 4월 6일 ~

### 그 외
- DAM채널 - (다이이치코쇼, 2014년 3월) - 3월 MC[11]

### CM
- 레쿠초쿠 레코드 회사 직영 사운드 (2009년 7월)
- 디노스 세실 후지 TV 플라워 넷 (2010년 4월)
- 후지 TV 1H센스 커넥션 라이브 (2012년 5월)
- 재팬 게이트웨이 레부르 (2013년 6월 ~ )
- 거시 렝카 재팬 프로액티브 솔루션 (2013년 8월～)
- Panasonic (2013년 12월 31일)
- 다이이치코쇼 라이브 DAM (2014년 3월)
- 카네보 코프레도르 2014 WINTER POINT MAKE 루주 편 (2014년 12월)

## 수상력
2014년
- 제27회 일본 안경 베스트 드레서상 안경 특별상[12]
- 네일퀸2014 아티스트 부문[13]